# Noé Alonzo
Noé Alonzo Chávez (Chihuahua, 28 dicembre 1983) è un ex cestista messicano.

## Carriera
Con il Messico ha disputato due edizioni dei Campionati americani (2009, 2013).